# Taloga
La ville américaine de Taloga est le siège du comté de Dewey, dans l’État d’Oklahoma. Lors du recensement de 2000, elle comptait 372 habitants.

## Source
- (en) Cet article est partiellement ou en totalité issu de l’article de Wikipédia en anglais intitulé « Taloga, Oklahoma » (voir la liste des auteurs).